# Воскресенская Слободка
Воскресе́нская Слобо́дка — село в Суздальском районе Владимирской области России, входит в состав Павловского сельского поселения.

## География
Село расположено на правом берегу р. Нерль, в 17 км к юго-востоку от Суздаля.

## История
Впервые в исторических документах упоминается в 1-й половине XVI века. В XIX веке среди жителей был распространен отхожий промысел каменщиков, кровельщиков, маляров.

## Население
| 1859 | 1897 | 1926 |
| ---- | ---- | ---- |
| 481  | 691  | 786  |

| 1859 | 1897 | 1905 | 1926 | 2002 | 2010 | 2021 |
| ---- | ---- | ---- | ---- | ---- | ---- | ---- |
| 481  | ↗691 | ↗774 | ↗786 | ↘30  | ↘23  | ↘7   |

## Достопримечательности
Поблизости от села находится памятники археологии: стоянки бронзового века «Старица-I» (I—II тыс. до н. э.), «Старица-II» (II тыс. до н. э.) и неолитическая стоянка «Старица-III» (IV—III тыс. до н. э.).
Сохранился памятник архитектуры эпохи барокко — Воскресенская церковь с колокольней (1743).